# Lãnh thổ Vịnh Jervis
Lãnh thổ Vịnh Jervis (tiếng Anh: Jervis Bay Territory; /ˈdʒɑːrv[invalid input: 'ɨ']s/ hay địa phương /ˈdʒɜːvəs/) là một lãnh thổ của Thịnh vượng chung Úc nằm trên vịnh Jervis. Nó được tiểu bang New South Wales nhường lại cho chính quyền Thịnh vượng chung năm 1915 để cho thủ đô liên bang tại Canberra được có "đường ra biển".
Lãnh thổ Vịnh Jervis là đơn vị hành chính nhỏ nhất trực thuộc chính quyền liên bang Úc. Nó bao gồm đất liền bằng 65,7 km2 (25 dặm vuông Anh) và một khu bảo tồn biển có diện tích 8,9 km2 (3 dặm vuông Anh).